# Yeni Karlsson
Yeni Karlsson, född 28 juni 1972 i Boden, är en svensk sångerska. Hon var sångerska i dansbandet Schytts från 2003 till 2005. 2007 Började Yeni i gruppen Sweetshots. Hon har också varit delaktig SVT:s program Dansbandskampen två år i följd, 2009 och 2010. Hon har även medverkat i Bingolotto på Tv4 ett antal gånger.

## Tidigare produktioner

### 2003
Spelman på taket med Alingsås Musikteatersällskap (AMTS) som "Golde", fru till huvudrollen "Tevje".